# Verteilungsfreiheit
Die Verteilungsfreiheit ist ein Konzept der mathematischen Statistik, welches formalisiert, dass aus gewissen Mengensystemen oder mittels gewisser messbarer Abbildungen keine Informationen extrahiert werden können, sie sind also uninformativ. Somit ist die Verteilungsfreiheit das Gegenstück zur Suffizienz, die formalisiert, dass alle relevanten Daten extrahiert werden können. Wie auch bei der Suffizienz unterscheidet man in verteilungsfreie σ-Algebren und verteilungsfreie Statistiken.

## Definition
Gegeben sei ein statistisches Modell {\displaystyle (\Omega ,{\mathcal {A}},{\mathcal {P}})} mit Verteilungsklasse {\displaystyle {\mathcal {P}}}.

### Verteilungsfreie σ-Algebra
Ist {\displaystyle {\mathcal {V}}\subset {\mathcal {A}}} eine σ-Algebra, so heißt {\displaystyle {\mathcal {V}}} eine verteilungsfreie σ-Algebra bezüglich {\displaystyle {\mathcal {P}}}, wenn
{\displaystyle P_{i}(V)=P_{j}(V){\text{ für alle }}V\in {\mathcal {V}}{\text{ und alle }}P_{i},P_{j}\in {\mathcal {P}}}
gilt.
Bezeichnet man mit {\displaystyle P|_{\mathcal {V}}} die Einschränkung des Definitionsbereiches des Wahrscheinlichkeitsmaßes auf die σ-Algebra {\displaystyle {\mathcal {V}}}, so gilt für eine Verteilungsfreie σ-Algebra bezüglich {\displaystyle {\mathcal {P}}} also
{\displaystyle P_{i}|_{\mathcal {V}}=P_{j}|_{\mathcal {V}}{\text{ für alle }}P_{i},P_{j}\in {\mathcal {P}}}.
Die Wahrscheinlichkeitsmaße lassen sich also nicht anhand ihrer Werte auf {\displaystyle {\mathcal {V}}} unterscheiden.

### Verteilungsfreie Statistik
Eine Statistik
{\displaystyle T:(\Omega ,{\mathcal {A}})\to (\Omega ^{*},{\mathcal {A}}^{*})}
heißt genau dann eine verteilungsfreie Statistik, wenn die von {\displaystyle T} erzeugte σ-Algebra {\displaystyle \sigma (T)=T^{-1}({\mathcal {A}}^{*})} eine verteilungsfreie σ-Algebra bezüglich {\displaystyle {\mathcal {P}}} ist. Äquivalent dazu ist, dass die von der Statistik erzeugten Bildmaße von {\displaystyle {\mathcal {P}}} alle identisch sind. 

## Wichtige Aussagen
Die drei Sätze von Basu stellen einen Zusammenhang her zwischen den Begriffen der Verteilungsfreiheit, der Suffizienz und der Vollständigkeit. Verkürzt lauten sie:
1. Eine suffiziente beschränkt vollständige Statistik und eine verteilungsfreie Statistik sind für alle {\displaystyle P\in {\mathcal {P}}} stochastisch unabhängig.
2. Sind {\displaystyle {\mathcal {C}},{\mathcal {D}}} für alle {\displaystyle P\in {\mathcal {P}}} voneinander unabhängige σ-Algebren und ist {\displaystyle {\mathcal {C}}} suffizient, so ist (unter gewissen Zusatzannahmen) {\displaystyle {\mathcal {D}}} verteilungsfrei.
3. Seien die σ-Algebren {\displaystyle {\mathcal {C}},{\mathcal {D}}} stochastisch unabhängig für alle {\displaystyle P\in {\mathcal {P}}} und sei {\displaystyle {\mathcal {D}}} verteilungsfrei. Ist dann {\displaystyle \sigma ({\mathcal {C}},{\mathcal {D}})={\mathcal {A}}}, so ist {\displaystyle {\mathcal {C}}} suffizient.

## Verallgemeinerungen
Eine Verallgemeinerung einer verteilungsfreien Statistik ist eine Pivotstatistik. Diese finden bei der Konstruktion von Bereichsschätzern und somit bei der Bestimmung von Konfidenzbereichen Anwendung.